# Acoblador hidràulic

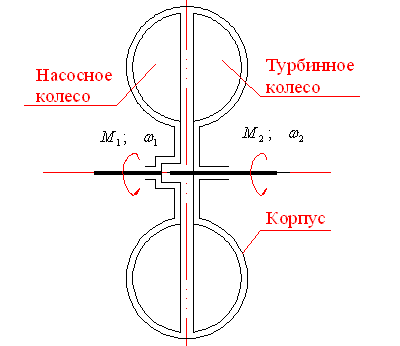
Embragatge hidrodinàmic: diagrama (bomba esquerra, turbina dreta)

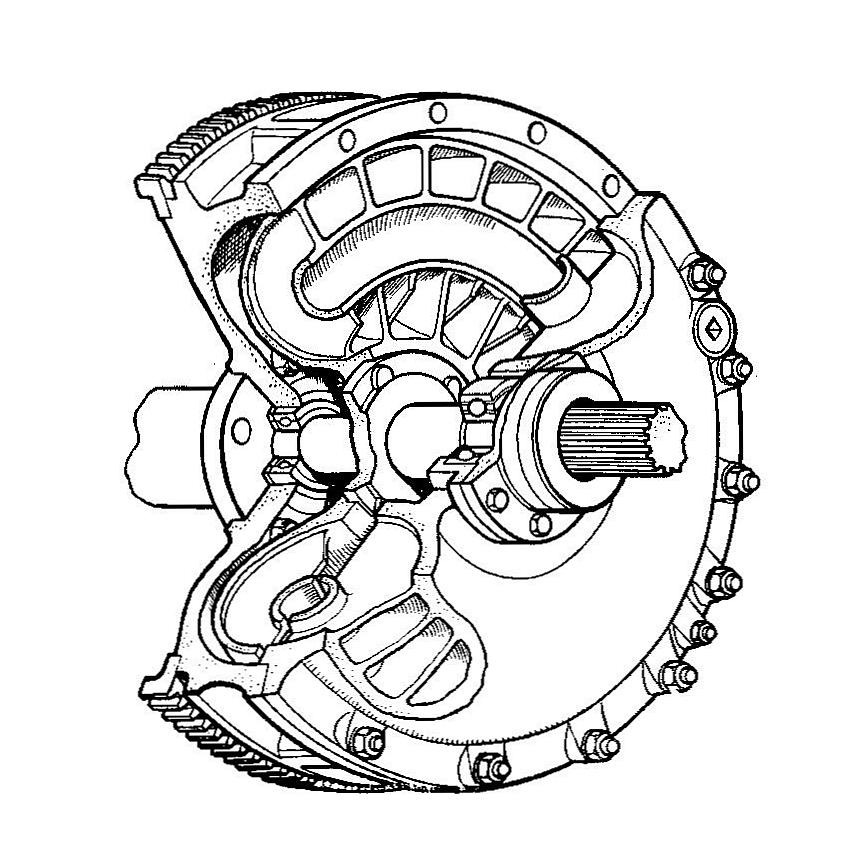
Embragatge hidrodinàmic Daimler de 1930

L’ acoblador hidràulic, embragatge hidràulic o embragatge hidrodinàmic és estructuralment el dispositiu hidrodinàmic més senzill per transmetre el parell entre dos arbres. S'utilitza en diverses àrees de transport com a alternativa a un embragatge mecànic. El seu ús no es limita als vehicles per carretera i ferroviaris, sinó que també s'utilitza per al transport marítim, en diversos mecanismes de transport, maquinària de construcció i altres equips, on cal un arrencada suau amb càrrega. Els acobladors hidrodinàmics es fabriquen en diverses mides segons el parell transmès, potència que oscil·la en l'ordre de les unitats fins a milers de quilowatts.

## Acoblador hidrodinàmic vs. convertidor de parell
L'acoblador hidrodinàmic a diferència d’un convertidor hidrodinàmic no augmenta el parell.

## Origen i desenvolupament
L'embragatge hidrodinàmic va ser inventat pel Dr. Hermann Föttinger, cap de disseny de les drassanes Vulcan de Szczecin, encara a Alemanya en el moment. La seva patent de 1905 incloïa un embragatge hidrodinàmic i un convertidor hidrodinàmic.
El 1930, Harold Sinclair, empleat de la companyia Daimler, va dissenyar una caixa de canvis planetària amb embragatge hidrodinàmic. El seu objectiu era eliminar els canvis sobtats als autobusos que va experimentar als anys vint mentre estava a Londres.
El 1939, General Motors va introduir la transmissió Hydramatic: la primera transmissió totalment automàtica (amb embragatge hidrodinàmic) que s'utilitza en cotxes de producció massiva.
La primera locomotora de motor amb caixa de canvis amb dos convertidors i un embragatge hidrodinàmic va ser dissenyada per Föttinger ja el 1926, però aquest projecte no es va materialitzar.

## Propietats
L'embragatge hidrodinàmic té diverses propietats que en determinen l'ús:
Beneficis
- el parell i la velocitat al costat d’entrada i sortida no poden superar certs límits donats per les propietats del fluid i el disseny de l’acoblador donat
- el parell de sortida es pot regular per la quantitat de càrrega
- Gràcies al seu disseny, l'acoblador esmorteix els cops i les fluctuacions de càrregues i vibracions de naturalesa torsional
- permet un inici suau
- quan els motors que condueixen l'eix de sortida comú estan connectats en paral·lel, l'embragatge equilibra la seva càrrega
- alta eficiència : fins al 97-98%

Desavantatges
- menor eficiència en comparació amb un embragatge mecànic
- omplint calefacció a gran càrrega

## Construcció

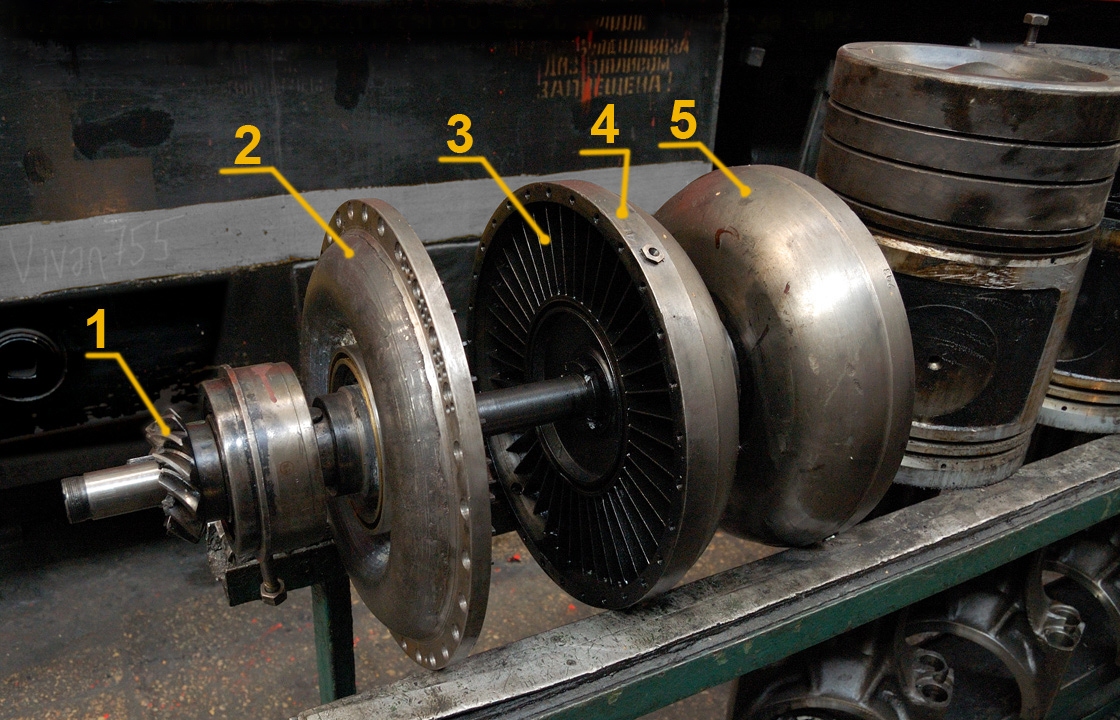
Embragatge hidrodinàmic del ventilador de locomotora ČME3:
1. sortida
2. turbina
3. bomba
4. gabinet (cos)
5. Carcassa del compressor de l'embragatge

L'embragatge hidrodinàmic consta de tres parts bàsiques:
- Carcassa que ha d’estar prou estanca per evitar fuites, especialment a la zona del pas de l'eix
- Bomba
- Turbina

El líquid dels impulsors de la roda de la bomba arriba a la seva vora exterior a causa de la força centrífuga. Aquí passa a les pales de la turbina. Si la turbina té una velocitat diferent de la de la bomba, la força del fluid que flueix actua sobre les pales en la direcció circumferencial i, per tant, es tradueix en la transmissió del parell. El fluid inhibit a les pales de la turbina flueix cap a l'eix. En principi, l'embragatge pot transmetre potència en ambdues direccions, de manera que també es pot utilitzar per a la frenada del motor. Un cas especial d’un embragatge és un embragatge amb una roda de turbina fixa. Aquest embragatge s'anomena fre hidrodinàmic. L'acoblador pot estar parcialment o completament ple de fluid. Això canvia la quantitat de parell transmès.

### Eficiència
L'embragatge hidrodinàmic ha de tenir sempre una velocitat inferior a la sortida que a l'entrada, en cas contrari el fluid de l'embragatge no flueix i l'embragatge no transmet cap parell. Per tant, l'embragatge hidrodinàmic no pot funcionar amb una eficiència del 100%. Les pèrdues per fricció del fluid i les turbulències es converteixen en calor.
De manera òptima, l'eficiència de l'embragatge arriba als 94 %: significa que la velocitat de sortida arriba a 94 % de velocitat d'entrada. Com passa amb altres dispositius hidrodinàmics, l'eficiència tendeix a augmentar de mida, tal com indica el nombre de Reynolds.

### Fluid de transmissió
Atès que aquest dispositiu utilitza l'energia cinètica del líquid, és desitjable que el líquid tingui una viscositat baixa. En general, és possible utilitzar oli per a motors o oli hidràulic. Com més gran sigui la densitat del fluid, major serà el parell que pot transmetre l'embragatge. A més dels olis, l’aigua també s'utilitza en alguns casos, però té l’inconvenient d’un segellat problemàtic dels coixinets en els quals l’ aigua no ha de penetrar.

### Fre hidrodinàmic
Com s'ha esmentat anteriorment, es pot utilitzar un embragatge hidrodinàmic amb una turbina fixa (no rotativa) per frenar. Aquesta aplicació s'anomena retardador. En el cas d’un retardador, cal garantir una dissipació de calor suficient.

## Aplicacions

### Indústria
Els acobladors hidràulics s'utilitzen allà on és necessari per garantir un inici molt suau o una resposta molt suau a càrregues variables.

### Transport ferroviari
Els embragatges hidrodinàmics s'utilitzen en algunes locomotores i vagons, més sovint junt amb un convertidor (s) hidrodinàmic (s) per a engranatges individuals en caixes d’ engranatges hidrodinàmics. En alguns vehicles de motor i unitats, formen part de les transmissions automàtiques.

### Vehicles de carretera
Els embragatges hidrodinàmics van formar part de les transmissions semiautomàtiques i automàtiques fins a finals dels anys 40, quan els inversors van ser empesos cap a fora. Fins al dia d’avui, s'utilitza sovint a la transmissió del ventilador de refrigeració del motor per garantir una temperatura de funcionament òptima: el lliscament de l'embragatge i, per tant, la velocitat i la potència d’entrada del ventilador es regulen en funció de la temperatura del refrigerant.

### Aviació
El més famós va ser l’ús del motor Wright R-3350 amb el sistema Turbo-Compound. Aquest sistema consistia en tres turbines impulsades per escapament que estaven connectades a l’ eix del cigonyal del motor mitjançant un embragatge hidrodinàmic. L’objectiu era augmentar l'eficiència del motor mitjançant l’ús de l'energia dels gasos d’escapament.

## Fabricació
L'embragatge hidrodinàmic és un producte relativament senzill. Tant la bomba com la turbina poden ser foses d’aliatge d’alumini o extrusionades d’ acer, la carcassa pot ser fosa o forjada .